# 川勝広道
川勝 広道（かわかつ ひろみち）は、江戸時代後期の旗本。広氏流川勝家の9代当主。洋学者、洋式砲術家でもあった。

## 生涯
天保元年（1830年）、秀氏流川勝家（本家）の10代当主川勝広業の五男として江戸に生まれた。
弘化4年（1847年）3月5日、実兄川勝広時の養子となり、家督（丹波国氷上郡内700石）を継ぎ、広氏流川勝家の9代当主となった。なお、江戸城無血開城に際して若年寄を務めた、本家の12代当主川勝広運の2歳年下にあたる。
文久3年（1863年）2月23日、書院番兼講武所砲術教授方出役から歩兵頭並となった。慶応元年（1865年）12月3日、諸大夫となり、慶応2年（1866年）8月27日に外国奉行となった。小栗忠順らが設立に関わった、幕府の横浜仏語伝習所の所長を務めた。慶応3年（1867年）11月、パリ万国博覧会に参列し、欧州各国（スイス、ベルギー、オランダ、イギリス、イタリア）を歴訪していた徳川昭武一行の補佐のためフランス出張中であった外国奉行栗本鋤雲に、大政奉還のことを知らせ、これをフランス外務大臣とフランス駐在の各国使臣に急ぎ伝達させた。慶応4年2月6日（1868年2月28日）、外国事務副総裁に進んで伝習掛、留学生掛を兼ね、同年閏4月5日（5月26日）に開成所総奉行となった。
幕府倒壊の際の（機密）外交文書等を集めた『川勝家文書』は、広道が所蔵していたものである。この史料は日本史籍協会によって昭和5年（1930年）に活字化されている。明治維新後、大阪兵学寮の校長を務め、明治7年（1874年）に陸軍中佐兼兵学助に進んだ。
明治21年（1888年）9月4日、59歳で没した。